# Mesosemia thyestes
Mesosemia thyestes är en fjärilsart som beskrevs av Druce 1878. Mesosemia thyestes ingår i släktet Mesosemia och familjen Riodinidae. Inga underarter finns listade i Catalogue of Life.